# Klub Piłki Siatkowej Chemik Police
Il Klub Piłki Siatkowej Chemik Police è una società pallavolistica femminile polacca con sede a Police: milita nel campionato di Liga Siatkówki Kobiet.

## Storia
Il Polickie Stowarzyszenie Piłki Siatkowej Chemik Police viene fondato nel 1988 e solo quattro anni più tardi debutta nella massima serie polacca, allora denominata I Liga Seria A; nel 1992 proprio in occasione della promozione nella massima serie, il club cambia i propri colori sociali, passando dal giallo-nero al bianco-giallo-rosso. La prima metà degli anni novanta rappresenta il primo periodo di massimo splendore per il club, capace di vincere due scudetti consecutive e tre edizioni sempre consecutive della Coppa di Polonia. A causa di una crisi economica il club non riesce a più a ripetere i buoni risultati che hanno contraddistinto le prime stagioni nella Liga polacca, giungendo così dopo un lento declino alla retrocessione nella I Liga Seria B.
Nel 2012, grazie anche alla forte sponsorizzazione dell'azienda Grupa Azoty, che porta al cambio di denominazione in Klub Piłki Siatkowej Chemik Police, oltre che dei colori sociali, passati dal giallo-bianco-rosso al blu-bianco, il club riesce ad allestire una squadra capace di riottenere la promozione nella massima serie, in quel periodo denominata Liga Siatkówki Kobiet. Ritornato nella massima serie nella stagione 2013-14, il club torna immediatamente ai vertici nazionali, aggiudicandosi sette Coppe di Polonia, nove scudetti e quattro Supercoppe polacche.

## Rosa 2023-2024
| N° | Nome                  | Ruolo | Data di nascita  | Nazionalità sportiva |
| -- | --------------------- | ----- | ---------------- | -------------------- |
| 1  | Bruna da Silva        | O     | 3 luglio 1989    | Brasile              |
| 2  | Martyna Grajber       | L     | 28 marzo 1995    | Polonia              |
| 3  | Elizabet Inneh-Varga  | O     | 21 marzo 1999    | Romania              |
| 4  | Marlena Pleśnierowicz | P     | 9 gennaio 1992   | Polonia              |
| 5  | Agnieszka Kąkolewska  | C     | 17 ottobre 1994  | Polonia              |
| 6  | Saliha Şahin          | S     | 5 novembre 1998  | Turchia              |
| 7  | Monika Jagła          | L     | 4 gennaio 2000   | Polonia              |
| 9  | Iga Chojnacka         | C     | 21 aprile 1994   | Polonia              |
| 10 | Monika Fedusio        | S     | 6 novembre 1999  | Polonia              |
| 11 | Martyna Łukasik       | S     | 26 novembre 1999 | Polonia              |
| 13 | Dominika Pierzchała   | C     | 11 marzo 2003    | Polonia              |
| 14 | Natalia Kurnikowska   | S     | 13 gennaio 1992  | Polonia              |
| 16 | Ding Xia              | P     | 13 gennaio 1990  | Cina                 |

## Palmarès
- Campionato polacco: 11

1993-94, 1994-95, 2013-14, 2014-15, 2015-16, 2016-17, 2017-18, 2019-20, 2020-21, 2021-22,
2023-24
- Coppa di Polonia: 10

1992-93, 1993-94, 1994-95, 2013-14, 2015-16, 2016-17, 2018-19, 2019-20, 2020-21, 2022-23
- Supercoppa polacca: 4

2014, 2015, 2019, 2023